# 坝盘镇
坝盘镇，是中华人民共和国贵州省铜仁市江口县下辖的一个乡镇级行政单位。
2012年，贵州省人民政府批复同意撤销坝盘土家族侗族苗族乡，设置坝盘镇，镇人民政府驻坝盘村。

## 行政区划
坝盘镇下辖以下地区：
坝盘社区、坝盘村、张屯村、合寨村、合心村、高墙村、挂扣村、龙阳村、铁广村和都村。